# グラディス・ナイト
グラディス・ナイト（Gladys Knight、1944年5月28日 - ）は、アメリカ、ジョージア州アトランタ出身の黒人女性歌手。「グラディス・ナイト&ザ・ピップス」として1960年代-1970年代にかけて人気を誇り、1996年にロックの殿堂入りを果たした。
ソウルの女帝（The Empress of Soul）の異名を持ち、「ローリング・ストーンの選ぶ歴史上最も偉大な100人のシンガー」において第51位。

## 概要

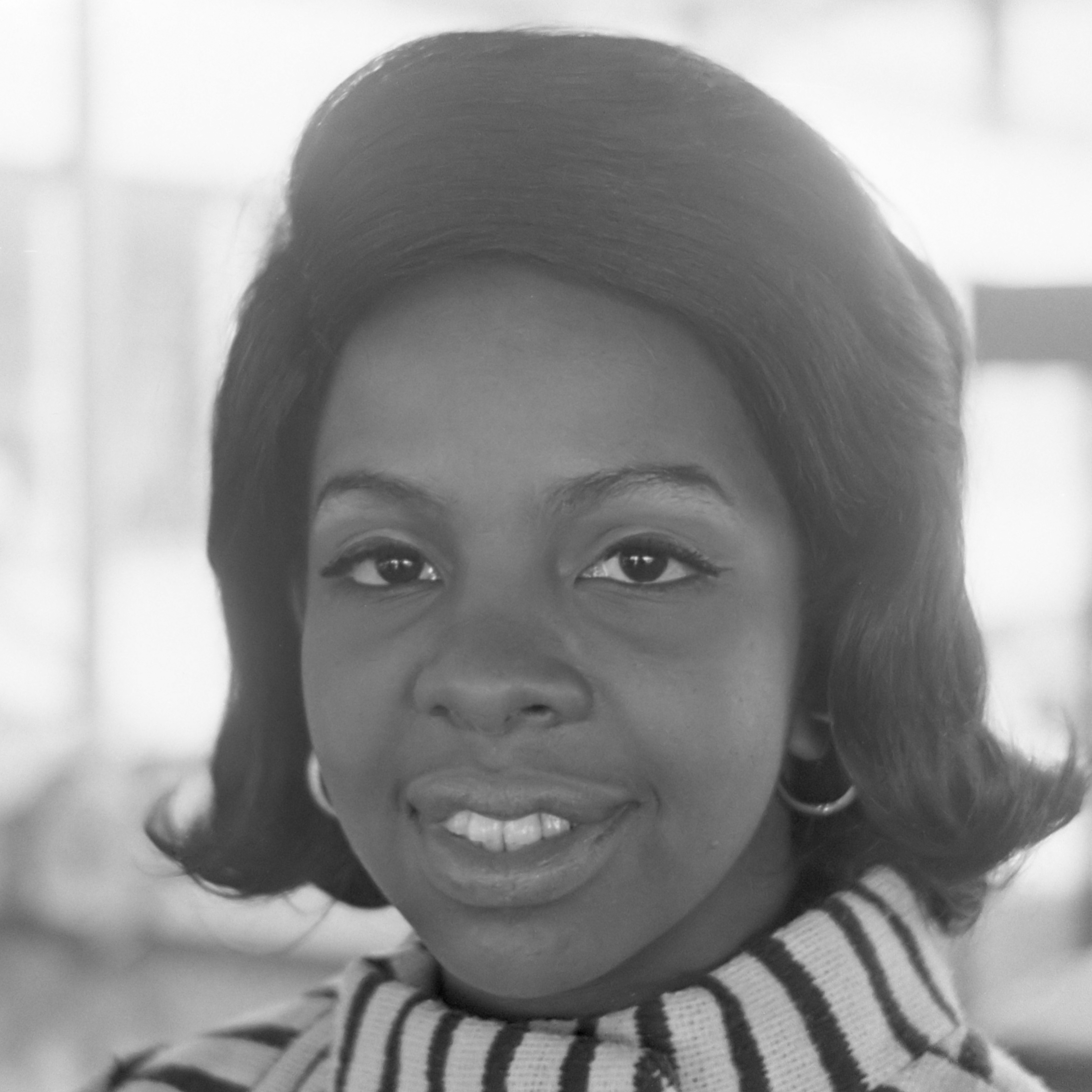
1969年

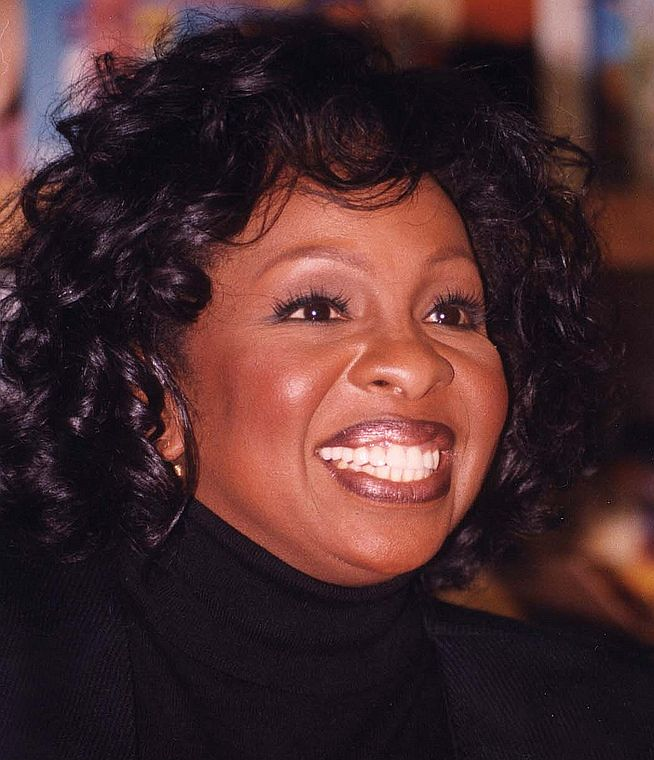
グラディス・ナイト（1997年）

7歳のときにのど自慢大会で優勝したのをきっかけに、兄弟といとことでピップスを結成する。1961年にデビューし、R&B界で数々のヒットを放ったが、飛躍を求めて1966年にモータウンと契約。1967年の「悲しいうわさ（I Heard it Through the Grapevine）」が全米2位を記録し、幅広い人気を獲得した。1973年にはブッダ・レーベルに移籍、「夜汽車よ! ジョージアへ（Midnight Train to Georgia）」は全米1位を記録する最大のヒットとなり、その後もヒットを連発して人気はピークを迎えた。
しかし、レコード会社との契約の問題からピップスとの活動が凍結していまい、しばらくはソロ活動を余儀なくされるが、1986年にバート・バカラックとキャロル・ベイヤー・セイガーのライティングコンビによるディオンヌ・ワーウィック、エルトン・ジョン、スティーヴィー・ワンダーとディオンヌ&フレンズとして、として共演した「愛のハーモニー」の大ヒットで再び脚光を浴び、ピップスも復活した。
1989年に公開された映画『007 消されたライセンス』の主題歌「消されたライセンス」はイギリスの『ミュージック・ウィーク』誌では、最高位6位を獲得した。
1996年に「グラディス・ナイト&ザ・ピップス」としてロックの殿堂入りを果たし、授賞式でのプレゼンターをマライア・キャリーが務めた。
1990年代以降はソロとして精力的に活動を続け、2002年には、グラミー賞の最優秀トラディショナルR&B歌唱賞を獲得している。
2019年2月3日、地元アトランタのメルセデスベンツ・スタジアムで行われた第53回スーパーボウルにて国歌独唱を行う。

## 日本公演
- 1975年

1月22日 中野サンプラザ、23日 東京郵便貯金会館、26日 フェスティバルホール、28日 中野サンプラザ
- 1977年

3月10日 渋谷公会堂、11日 神奈川県立県民ホール、12日 中野サンプラザ、14日,23日 東京厚生年金会館

## ディスコグラフィ

### ビルボード・ナンバーワン・R&Bアルバム
- 『さよならは悲しい言葉』 - Neither One of Us (1973年) ※グラディス・ナイト&ザ・ピップス名義
- 『イマジネーション』 - Imagination (1973年) ※グラディス・ナイト&ザ・ピップス名義
- 『クローディン』 - Claudine (1974年) ※グラディス・ナイト&ザ・ピップス名義
- 『アイ・フィール・ア・ソング』 - I Feel a Song (1974年) ※グラディス・ナイト&ザ・ピップス名義
- 『オール・アワ・ラヴ』 - All Our Love (1987年) ※グラディス・ナイト&ザ・ピップス名義
- 『グッド・ウーマン』 - Good Woman (1991年)